# Back to Us
Back to Us è il decimo album in studio del trio di musica country statunitense Rascal Flatts, pubblicato nel 2017.

## Tracce
Edizione standard
1. Yours If You Want It – 3:25
2. Back to Us – 3:58
3. I Know You Won't – 3:53
4. Hopin' You Were Lookin' – 2:56
5. Dance – 3:21
6. Are You Happy Now (featuring Lauren Alaina) – 3:59
7. Love What You've Done with the Place – 3:31
8. Kiss You While I Can – 3:14
9. Vandalized – 3:22
10. Our Night to Shine – 3:35

CD 2 - Edizione deluxe
1. Yours If You Want It – 3:25
2. Hopin' You Were Lookin' – 2:56
3. I Know You Won't – 3:53
4. Dance – 3:21
5. Back to Us – 3:58
6. Kiss You While I Can – 3:14
7. Vandalized – 3:22
8. Are You Happy Now (featuring Lauren Alaina) – 3:59
9. Hands Talk – 3:35
10. Thieves – 3:10
11. Love What You've Done with the Place – 3:31
12. Roller Rink – 3:12
13. Our Night to Shine – 3:35